# Pesäjärvi (sjö i Suonenjoki, Norra Savolax)
Pesäjärvi är en sjö i kommunen Suonenjoki i landskapet Norra Savolax i Finland. Den är 8 meter djup. Arean är 39 hektar och strandlinjen är 4,55 kilometer lång. Sjön  ingår i Kymmene älvs huvudavrinningsområde.   Den ligger omkring 53 kilometer sydväst om Kuopio och omkring 280 kilometer norr om Helsingfors. 
Pesäjärvi ligger norr om Viipperonjärvi. 